# Batthyány Ádám (királyi kamarás)
Gróf németújvári Batthyány (I.) Ádám (Németújvár, 1610. február 14. – Rohonc, 1659. március 15.)  magyar arisztokrata, hadvezér, császári és királyi kamarás.
A mai Magyarország és Szlovénia egyes részein, valamint Dél-Burgenlandon átívelő területeket uralt. A Balatontól délre védte a Habsburgok által uralt királyi Magyarország határát az törökökkel szemben. Az ellenreformáció egyik fő alakjaként is kiemelkedett, aki elősegítette a területén a lakosság rekatolizálását.

## Származása
Gróf Batthyány Ferenc (1577-1629), Sopron vármegye főispánja és gróf Lobkowitz-Poppel Éva (1590 k.-1640) fia. 
Apja, akit már 1603-ban grófi rangra emeltek, feleségével Németújváron élt. A párnak összesen három fia és három lánya született.

## Élete
A gyermekkoráról keveset tudunk. Az apja kálvinista hitében nevelkedett, de sógora, Csáky László és a jezsuiták, különösen Pázmány Péter hatására katolizált. 
Később is, egész életen át tartó barátság fűzte Pázmányhoz, amint az kiterjedt levelezésükből is kitűnik. Az eltérő vallási meggyőződés ellenére már református apja is baráti viszonyban volt Pázmány katolikus érsekkel.
1630-ban magyar gróf és „római birodalmi gróf” rangra emelték. Ugyanezen év nyarán II. Ferdinánd „császári kamarásnak” (cubicularii, qui tales de facto sunt) is kinevezte. Így a császár személyes szobáiban szolgálhatott és jelen volt az audienciákon. Ezt a fizetett állást 1635-ig töltötte be. Ez idő alatt a császári udvarral együtt utazott a regensburgi választói országgyűlésre (1630).
1640-től királyi főasztalnok, Dunán inneni főkapitány.

### Hadvezérként
1633-ban a Dunántúli kerület és a Kanizsával szembeni határvidék császári tanácsosává, alezredesévé és ezredesévé nevezték ki. Ebben a funkciójában a Balatontól délre a teljes országhatárt neki kellett biztosítania. 
1640-ben őt nevezték ki a Dunán inneni magyarországi területek legfőbb felügyelőjévé (Truchsess) és főkapitányává. Kortársa és barátja, Zrínyi Miklós "a haza oszlopának" nevezte.
Fontos szerepe volt az ellenük vívott harcokban.
1644-ben I. Rákóczi György fejedelem ellen hadakozott.

### Ellenreformáció
Fontos szerepet játszott az ellenreformációban. Katolikussá válása után a cuius regio, eius religio („kinek a területe, azé annak a vallása”) elve szerint próbálta visszavezetni alattvalóit a katolikus egyházba. 1632-ben szinte minden plébániájára misszióra hívta a katolikus jezsuitákat. 1634-ben parancsot adott, hogy 15 napon belül minden protestáns lelkész vagy térjen át a katolikus hitre, vagy hagyja el az uralmi területét.
Ő alapította Németújvárott a ferences rend zárdáját, és a felsőőrsi prépostságot is gazdagította.

### Magánélete
1632. február 3-án a bécsi várkápolnában, II. Ferdinánd császár és Gonzaga Eleonóra császárné jelenlétében, házasságot kötött Formentini Katalin Aurórával.
Gyermekeik:
- Batthyány II. Kristóf (1637 – 1687. március 6.) báró palocsai Horváth Anna Mária (1644–1686) férje
- Batthyány Pál (1639–1674), gróf illésházi Illésházy Katalin férje
- Batthyány Mária Eleonóra (1633. március 1. – 1654. október 21.) gróf galántai Esterházy László (1626–1652) felesége
- Batthyány Anna Julianna, apáca
- Batthyány Barbara Terézia, gróf rimaszécsi Széchy Péter (?–1685) felesége

## Munkái
A I. Rákóczi György erdélyi fejedelem elleni táborozás alatt írt eredeti naplókönyve 1644-ből az Országos Széchényi Könyvtár kézirattárában található.

## Fordítás
- Ez a szócikk részben vagy egészben  az   Ádám Batthyány című német Wikipédia-szócikk fordításán alapul.  Az eredeti cikk szerkesztőit annak laptörténete sorolja fel. Ez a jelzés csupán a megfogalmazás eredetét és a szerzői jogokat jelzi, nem szolgál a cikkben szereplő információk forrásmegjelöléseként.